# Charlton Athletic FC
Charlton Athletic FC este un club de fotbal din Charlton, Londra, care evoluează în EFL Championship.